# Agatha Christie
Dame Agatha Mary Clarissa Christie (Torquay, 15. rujna 1890. – Winterbrook House, 12. siječnja 1976.) bila je britanska spisateljica kriminalističkih romana, a pisala je i ljubavne romane pod pseudonimom Mary Westmacott. Nazivana je i "kraljica krimića", a po njoj se dodjeluje i nagrada Agatha - Nagrada za kriminalistički roman. 

## Uspjeh njenih djela
Agatha Christie je najpoznatija autorica kriminalističkih romana u svijetu i najprodavaniji autor uz Shakespearea. Njene knjige prodane su u više od milijardu primjeraka na engleskom jeziku, i više od milijardu primjeraka na 45 drugih svjetskih jezika (do 2003). Primjer njenog uspjeha je prvo mjesto na ljestvici najprodavanijih autora svih vremena u Francuskoj s preko 40 milijuna primjeraka na francuskom (do 2003), gdje joj je najbliži konkurent s oko 22 milijuna primjerka Émile Zola.
Njena predstava Mišolovka (The Mousetrap) drži rekord najdužeg prikazivanja u Londonu. Prvi je put prikazana u Ambassadors Theatreu 25. studenog 1952., a prikazuje se i u 2013. Do sada je odigrano oko 25.000 predstava. I dalje se prikazuje u St. Martin's Theater, u prosjeku 8 predstava tjedno. 
Agatha Christie napisala je preko osamdeset romana i drama, uglavnom detektivskih. U mnogima od njih pojavljuju se njeni najpoznatiji likovi, Hercule Poirot i Miss Marple. Iako se voljela poigravati s konvencijama žanra – jedno od njenih ranijih djela, Ubojstvo Rogera Ackroyda, sadržava potpuni obrat na kraju – uvijek je u knjige postavljala tragove prema kojima su čitatelji mogli i sami otkriti počinitelja.
Većina njezinih knjiga i kratkih priča adaptirana je u filmove, neke i više puta  (Ubojstvo u Orijent Expressu, Smrt na Nilu, U 4.50 s Paddingtona). Britanska televizija BBC napravila je radijske i televizijske verzije mnogih priča o Poirotu i Miss Marple, a Granada Television je producirala detektivski serijal u kojem Poirota glumi David Suchet, možda najpoznatiji suvremenoj publici. Japanska televizija NHK (Nippon Housou Kyoukai) koristila je Poirota i Miss Marple u anime seriji Agatha Christie's Great Detectives Poirot and Marple kao crtane likove. U seriji se pojavljuju i novi likovi: Mabel, kći Raymonda Westa, nećaka gospođice Marple i pisca krimića, te Mabelina patka Oliver.

## Životopis
Rođena je kao Mary Clarissa Miller u Torquayu u engleskoj pokrajini Devon.  Prvi se put udala, nesretno, godine 1914. za narednika Archibalda Christieja, pilota Kraljevskog zračnog korpusa. Imali su jednu kćer, Rosalind, a razveli su se 1928.
Za vrijeme prvog svjetskog rata radila je u bolnici, a zatim u ljekarni. To je utjecalo i na njena djela: mnoga umorstva izvršena su otrovom.
U prosincu 1926. nestala je na 11 dana, što je prouzročilo uzbunu u ondašnjim medijima. Njezin automobil pronađen je u krednoj jami. Konačno je nađena u hotelu u mjestu Harrogate, gdje je izjavila da je nestala zbog amneziije uzrokovane živčanim slomom radi majčine smrti i suprugovog priznanja bračne nevjere. Mišljenja su i do danas podjeljena o tome je li se radilo o reklamnom triku. Ovaj je incident prikazan u filmu Agatha iz 1979. u kojem je Agathu Christie tumačila Vanessa Redgrave.
Godine 1930. Christie se ponovno udala (unatoč razvodu) za katolika Sir Maxa Mallowana, britanskog arheologa 14 godina mlađeg od nje. Putovanja s njim poslužila su joj kao inspiracija za knjige s radnjom na Bliskom Istoku. Druga djela (kao Ten Little Indians) smjestila je u okolicu Torquaya, Devonshire gdje je rođena.
Godine 1970. odlikovana je redom Britanskog Imperija i mogla je nositi titulu Dame (ženski ekvivalent Sira).
Agatha Christie preminula je 12. siječnja 1976. u 85. godini života. Njezino jedno dijete, Rosalind Hicks preminula je 28. listopada 2004. također u 85. godini života. Unuk Mathew Prichard sada ima autorsko pravo na njena djela.

## Završetak književne karijere
Dva njezina romana napisana u usponu karijere objavljena su tek nakon smrti: posljednji slučajevi Miss Marple i Herculea Poirota. U Poirotovom posljednjem slučaju u djelu "Zavjesa" (Curtain) slavni detektiv umire; Christie je u svom dnevniku objasnila da ga je uvijek smatrala nepodnošljivim. Za razliku od toga, voljela je Miss Marple, koju je stvorila prema liku svoje bake, pa je u zadnjem slučaju Sleeping Murder nije ubila nego poslala u mirovinu na selo.